# Николай Ланге
Николай Николаевич Ланге е руски психолог, един от основоположниците на руската и виден представител на световната експериментална психология на своето време.

## Биография
Роден е на 12 март 1858 година в Санкт Петербург, Русия. След завършването на Санктпетербургската втора гимназия започва следването си в Историко-филологическия факултет на Санктпетербургския университет. След като се дипломира през 1882 г. работи в Катедрата по философия на университета. През следващата 1883 г., Ланге е изпратен за обучение в Германия и Франция, където слуша лекции по философия и работи в Психологическия институт на Вилхелм Вундт. През 1888 г. той получава магистърска степен по философия за неговата работа „История на моралните идеи на XIX век“, а през 1894 защитава докторска дисертация на тема „Психологически изследвания: Закон на възприятието. Теория на волевото внимание“.
Умира на 15 февруари 1921 година в Одеса, Украйна, на 62-годишна възраст.

## Научна дейност
Ланге се занимава с проблемите на възприятието, вниманието, мисленето, на основата на разбирането на двигателните реакции като първични по отношение на собствените психически процеси. Формулира закона за възприятието, съгласно който възприятието има стадиален характер от обобщен към диференциран образ. Автор на двигателната теория за вниманието, в съответствие с която, колебанията на вниманието при така наречените двойствени изображения определят движенията на очите, които заобикалят изобразения контур.